# Dienstleistungs-Informationspflichten-Verordnung
Die Dienstleistungs-Informationspflichten-Verordnung (DL-InfoV) regelt Informationspflichten von Dienstleistungserbringern. Durch die Regelungen soll für mehr Transparenz und Schutz der Dienstleistungsempfänger gesorgt werden. Die Verpflichtungen gelten unbeschadet möglicher weiterer Informationspflichten, die sich aus anderen Vorschriften ergeben (z. B. aus Telemediengesetz, Gewerbeordnung).

## Rechtsgrundlage
Die Rechtsverordnung wurde aufgrund der Ermächtigung des § 6c in Verbindung mit § 146 Absatz 2 Nummer 1 der Gewerbeordnung erlassen. Sie dient der Umsetzung der Richtlinie 2006/123/EG des Europäischen Parlaments und des Rates vom 12. Dezember 2006 über Dienstleistungen im Binnenmarkt (ABl. L 376 vom 27. Dezember 2006, S. 36).

## Anwendungsbereich
Nach § 1 Abs. 1 DL-InfoV sind alle Dienstleister von der Verordnung erfasst, soweit sie in den Anwendungsbereich des Artikels 2 der Richtlinie 2006/123/EG fallen. Zu den Ausnahmen gehören z. B. Finanz-, Verkehrs- und Gesundheitsdienstleistungen.

## Regelungsgehalt
Die DL-InfoV unterscheidet zwischen Informationen, die stets bereitgehalten werden müssen (§ 2), und solchen, die lediglich auf Anfrage zur Verfügung gestellt werden müssen (§ 3). Die Paragraphen können aufgrund ihrer klaren Formulierung wie eine Checkliste gelesen werden.
Zu den ständig bereit zu haltenden Informationen zählen insbesondere:
- Die meisten Informationen entsprechend der Vorgabe zum Impressum bei Internetauftritten nach § 5 TMG.
- Es müssen Angaben zur Berufshaftpflichtversicherung, speziell Name und Anschrift des Versicherers, gemacht werden.

Bei den auf Anfrage mitzuteilenden Informationen sind besonders hervorzuheben:
- Berufsrechtliche Angaben, speziell: Verweis auf berufsrechtliche Regelungen.
- Angaben zu den vom Dienstleistungserbringer ausgeübten multidisziplinären Tätigkeiten und den mit anderen Personen bestehenden beruflichen Gemeinschaften.

Bei der Frage der Form des Informationsangebots spielt die Unterscheidung, ob eine Information ständig bereitgehalten oder auf Anfrage geboten werden muss, ebenfalls die entscheidende Rolle. Bei den ständig bereit zu haltenden Informationen hat der Anbieter ein Wahlrecht, die Informationen:
- dem Dienstleistungsempfänger von sich aus mitzuteilen,
- am Ort der Leistungserbringung oder des Vertragsschlusses so vorzuhalten, dass sie dem Dienstleistungsempfänger leicht zugänglich sind,
- dem Dienstleistungsempfänger über eine von ihm angegebene Adresse elektronisch leicht zugänglich zu machen oder
- in alle von ihm dem Dienstleistungsempfänger zur Verfügung gestellten ausführlichen Informationsunterlagen über die angebotene Dienstleistung aufzunehmen.

Bei den auf Anfrage zu bietenden Informationen muss der Anbieter dagegen dafür Sorge tragen, dass die Informationen in allen ausführlichen Informationsunterlagen über die Dienstleistung enthalten sind.
In § 4 der DL-InfoV finden sich Vorgaben zu Informationspflichten im Zusammenhang mit der Preisgestaltung. Diese Vorschrift gilt nicht für Dienstleistungen an Letztverbraucher.

## Trivia
Nach Artikel 44 der Richtlinie 2006/123/EG sollte deren Umsetzung in nationales Recht bis zum 28. Dezember 2009 geschehen. Am 17. März 2010 wurde die Verordnung im Bundesgesetzblatt (Nr. 11, S. 267) verkündet und trat zwei Monate später am 17. Mai 2010 in Kraft.